# بين الشعبين (حالمين)

تعديل مصدري - تعديل

بين الشعبين هي إحدى قرى عزلة حبيل الريدة بمديرية حالمين التابعة لمحافظة لحج، بلغ تعداد سكانها 61 نسمة حسب تعداد اليمن لعام 2004.